# ارکیده زنبوری شمالی
ارکیده زنبوری شمالی (نام علمی: Chiloglottis longiclavata) نام یک گونه از سرده ارکیده‌های زنبوری است.